# La Petite Encyclopédie du merveilleux
La Petite Encyclopédie du merveilleux est la compilation de trois ouvrages encyclopédiques d'Édouard Brasey consacrés aux créatures légendaires issues des mythologies et du folklore : Des peuples de la lumière, Du bestiaire fantastique et Des peuples de l'ombre, publiés respectivement le 1er octobre 2005, 3 mai 2006 et 19 octobre 2006 aux éditions Le Pré aux clercs, avec les illustrations de Sandrine Gestin et une préface de Jean-Louis Fetjaine. Ces trois ouvrages ont reçu une double récompense aux Imaginales d'Épinal en 2006 : le Prix Imaginales spécial du jury et le prix Claude Seignolle de l'Imagerie, et ont été traduits dans plusieurs pays.

## Contenu
La Petite Encyclopédie du merveilleux contient la description d'environ 250 créatures issues des mythologies et du folklore d'Europe de l'Ouest : mythologie grecque, mythologie nordique, mythologie celtique, mythologie basque et autres folklores. On trouve parmi les créatures mentionnées les classiques dragons, sirènes, loups-garous et licornes, et d'autres qui le sont beaucoup moins comme le nycticorax, le Coulobre, les hucheurs, le Bugul-noz, etc..